# Àlgebra C∗
En matemàtiques, específicament en anàlisi funcional, una àlgebra C∗ (pronunciada "estrella C") és una àlgebra de Banach juntament amb una involució que satisfà les propietats de l'adjunt. Un cas particular és el d'una àlgebra complexa A d'operadors lineals continus en un espai complex de Hilbert amb dues propietats addicionals:
- A és un conjunt topològicament tancat en la topologia normal dels operadors.[2]
- A es tanca sota l'operació de prendre adjunts d'operadors.

Una altra classe important d'àlgebres C* no Hilbertes inclou l'àlgebra {\displaystyle C_{0}(X)} de funcions contínues de valor complex sobre X que s'esvaeixen a l'infinit, on X és un espai de Hausdorff localment compacte.
Les àlgebres C* es van considerar per primera vegada principalment pel seu ús en mecànica quàntica per modelar àlgebres d'observables físics. Aquesta línia d'investigació va començar amb la mecànica matricial de Werner Heisenberg i d'una forma més desenvolupada matemàticament amb Pascual Jordan al voltant de 1933. Posteriorment, John von Neumann va intentar establir un marc general per a aquestes àlgebres, que va culminar amb una sèrie d'articles sobre anells d'operadors. Aquests articles consideraven una classe especial d'àlgebres C* que ara es coneixen com àlgebres de von Neumann.
Al voltant de 1943, el treball d'Israel Gelfand i Mark Naimark va donar lloc a una caracterització abstracta de les àlgebres C* sense fer referència als operadors en un espai de Hilbert.
Les àlgebres C* són ara una eina important en la teoria de representacions unitàries de grups localment compactes, i també s'utilitzen en formulacions algebraiques de mecànica quàntica. Una altra àrea activa de recerca és el programa per obtenir classificació, o per determinar fins a quin punt és possible la classificació, per a àlgebres C* nuclears simples separables.

## Caracterització abstracta
Comencem amb la caracterització abstracta de les àlgebres C* donada a l'article de 1943 de Gelfand i Naimark.
C*-àlgebra, A, és una àlgebra de Banach sobre el camp dels nombres complexos, juntament amb un mapa {\textstyle x\mapsto x^{*}} per {\textstyle x\in A} amb les següents propietats:
- És una involució, per a cada x en A :

{\displaystyle x^{**}=(x^{*})^{*}=x}
- Per a tot x, y en A :
{\displaystyle (x+y)^{*}=x^{*}+y^{*}}
{\displaystyle (xy)^{*}=y^{*}x^{*}}
- Per a cada nombre complex {\displaystyle \lambda \in \mathbb {C} } i cada x a A :

{\displaystyle (\lambda x)^{*}={\overline {\lambda }}x^{*}.}
- Per a totes les x a A : {\displaystyle \|x^{*}x\|=\|x\|\|x^{*}\|.}

## Tipus d'àlgebres C*
AC*-àlgebra A és del tipus I si i només si per a totes les representacions no degenerades π de A l'àlgebra de von Neumann π( A ) ″ (és a dir, el bicommutant de π( A )) és una àlgebra de von Neumann de tipus I. De fet, n'hi ha prou amb considerar només representacions factorials, és a dir, representacions π per a les quals π( A ) ″ és un factor.
Es diu que un grup localment compacte és de tipus I si i només si el seu grup C*-àlgebra és de tipus I.
Tanmateix, si una C*-àlgebra té representacions que no són de tipus I, llavors, segons els resultats de James Glimm, també té representacions de tipus II i tipus III. Així, per a les àlgebres C* i els grups localment compactes, només és significatiu parlar de propietats de tipus I i no de tipus I.

## Àlgebres C* i teoria quàntica de camps
En mecànica quàntica, normalment es descriu un sistema físic amb una C*-àlgebra A amb element unitari; els elements autoadjunts de A (elements x amb x* = x ) es consideren els observables, les magnituds mesurables, del sistema. Un estat del sistema es defineix com un funcional positiu en A (un mapa C -lineal φ : A → C amb φ( u*u ) ≥ 0 per a tot u ∈ A ) tal que φ(1) = 1. El valor esperat de l'observable x, si el sistema està en estat φ, és aleshores φ( x ).
Aquest enfocament de l'àlgebra C* s'utilitza en l'axiomatització de Haag-Kastler de la teoria quàntica local de camps, on cada conjunt obert de l'espai-temps de Minkowski s'associa amb una àlgebra C*.